# Global War on Terrorism Expeditionary Medal
Die Global War on Terrorism Expeditionary Medal (englisch; kurz GWOTEM; deutsch Medaille für den Auslandseinsatz im Krieg gegen den Terror) ist eine militärische Auszeichnung der Streitkräfte der Vereinigten Staaten. 2003 per Dekret des damaligen US-Präsidenten George W. Bush geschaffen, wurde die GWOTEM zunächst bis Ende April 2005 an Angehörige der Streitkräfte für Einsätze im Irak und Afghanistan im Rahmen des Kriegs gegen den Terror verliehen, für diese Länder ab Mai 2005 dann aber durch die Iraq Campaign Medal bzw. die Afghanistan Campaign Medal ersetzt; für Einsätze an anderen Schauplätzen wird die Auszeichnung aber weiterhin vergeben.

## Vergabekriterien
Die GWOTEM wurde – gemeinsam mit der Global War on Terrorism Service Medal – mit der Executive Order 13289 vom 12. März 2003 eingeführt. Um die Auszeichnung zu erhalten, müssen Angehörige der Streitkräfte mindestens 30 aufeinanderfolgende oder aber 60 nicht aufeinanderfolgende Tage Dienst in einer als solche ausgewiesenen Antiterrormaßnahme leisten. Für Diensttuende, die während ihres Einsatzes unter Feuer geraten, verwundet werden oder fallen, sind diese zeitlichen Voraussetzungen außer Kraft gesetzt.
Im Gegensatz zur Global War on Terrorism Service Medal, die für unterstützenden Dienst innerhalb der Vereinigten Staaten verliehen wird, wird die GWOTEM nur für Auslandseinsätze vergeben. Darunter fallen Einsätze in insgesamt 50 Ländern, unter anderen in Ägypten, Algerien, Aserbaidschan, Äthiopien, Bahrein, Bosnien-Herzegowina, Bulgarien, Burkina Faso, Diego Garcia, Dschibuti, Eritrea, Georgien, Guantanamo Bay (Kuba), Iran, Israel, Kolumbien, Kreta, Tschad, Ungarn und Zypern.